# Mouzieys-Teulet
Mouzieys-Teulet é uma comuna francesa na região administrativa de Occitânia, no departamento de Tarn. Estende-se por uma área de 13,21 km². Em 2010 a comuna tinha 537 habitantes (densidade: 40,7 hab./km²).